# GenBank

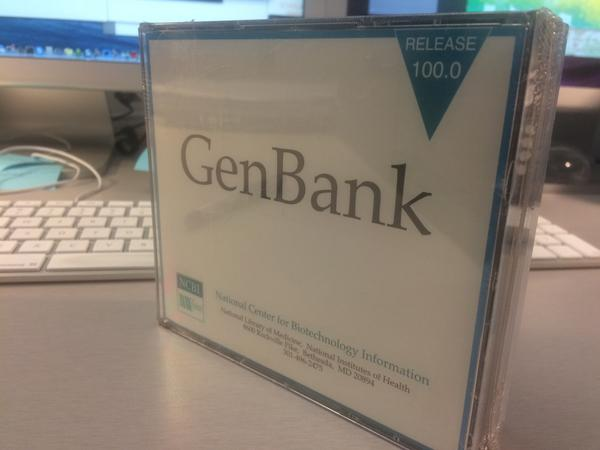
CD GenBank.

GenBank je veřejně přístupná anotovaná sekvenční nukleotidová databáze (http://www.ncbi.nlm.nih.gov). V současné době obsahuje nukleotidové sekvence více než 260 000 popsaných druhů organismů. GenBank je spravována National Center for Biotechnology Information (NCBI) spadajícím pod National Library of Medicine (NLM) umístěném v kampusu National Institutes of Health (NIH) v Bethesdě v USA. GenBank je součástí konsorcia International Nucleotide Sequence Database Collaboration (INSDC), mezi něž patří také DNA DataBank of Japan (DDBJ) a databáze European Molecular Biology Laboratory (EMBL). Tyto tři největší světové primární databáze (tzv. databáze Velké trojky) každý den navzájem sdílejí data a zároveň se tak zálohují. Do GenBanku přispívají jednotlivé individuální laboratoře i velká genomová sekvenační centra.

## Přístup
Přístup a vyhledávaní na GenBank je zajištěno přes NCBI Etrez, který zároveň integruje vyhledávání v hlavních DNA a proteinových strukturních a sekvenčních databázích a v hlavní databázi odborných biomedicínsky zaměřených časopisů – PubMed. Kromě přístupu přes webové rozhraní (http://www.ncbi.nlm.nih.gov/genbank/) lze také prostřednictvím FTP celou databázi k danému datu bezplatně nainstalovat na konkrétní počítač. V tomto případě je však nutno ji pravidelně aktualizovat – NCBI uvolňuje novou verzi každé 2 měsíce.

## Nahrání záznamu
K nahrání dat do databáze slouží specializované programy BankIt a Sequin, jejichž prostřednictvím nahrávají vědečtí pracovníci svá originální sekvenační data. Většina impaktovaných časopisů v současné době už podmiňuje publikaci výsledků nahráním sekvenačních dat do některé z veřejně přístupných databází, nejčastěji databází Velké trojky.
Po nahrání do databáze obdrží každá sekvence svůj unikátní identifikátor – přístupový kód (accession nuber) skládající se z proměnného počtu čísel a písmen. Tento kód je neměnný, je společný GenBank, DDBJ a EMBL-Bank a lze podle něj příslušnou sekvenci kdykoliv dohledat. Spolu s publikací v GenBank každá sekvence obdrží tzv. GI číslo (GenBank Identifier). Na rozdíl od přístupového kódu tento identifikátor již není po celou dobu záznamu neměnný, ale může se změnit s úpravou sekvence, např. při nahrání nové či opravené verze sekvence. GI umožňuje efektivnější a rychlejší vyhledání konkrétního záznamu.
Po nahrání mohou záznam upravovat pouze autoři, a to i v případě, že je záznam chybný nebo duplicitní. Vzhledem k tomu, že většina databází včetně Genbank je nemoderovaných, databáze mohou obsahovat duplicitní záznamy – více záznamů stejné sekvence vložené různými autory s různým accession number. Mohou obsahovat také chybné určení sekvence dané kontaminací, např. houbový patogen rostlin může být popsán jako rostlinná sekvence, jelikož může kontaminovat vzorky rostlinné DNA. Řada chyb v sekvencích se může objevit také během nahrávacího procesu. Někteří autoři se domnívají, že až více než jedna polovina sekvencí mitochondriální DNA člověka nahrané do GenBank obsahuje chyby, a proto by měl být její obsah více kontrolován a kriticky posuzován.

## Základní typy datových záznamů
Základní typy záznamů v databázi GenBank jsou:
standardní originální nukleotidové sekvence – sekvence získané sekvenováním fragmentů genomové DNA
sekvence EST (expressed sequence tags) – neúplné sekvence konců jinak necharakterizovaných cDNA; data obvykle nižší kvality než "standardní" sekvence
sekvence HTGS (high throughput genome sequencing) – dosud neposkládané a neanotované sekvence pocházející ze sekvenování genomů
sekvence WGS (whole-genome shotgun) - referenční sekvence již většinou poskládaných a anotovaných kompletních genomů
sekvence TPA (third party annotation) – sekvence anotované jinými než původními autory
sekvence TSA (transcriptome shotgun assembly sequence) – sekvence transkriptomů získané reverzním přepisem revezní transkriptázou z mRNA do cDNA, jedna z nejrychleji narůstajících oblastí dat
sekvence ENV (Environmental sample sequence) – environmentální DNA získaná sekvenováním celých společenstev často nepopsaných organismů, např. metagenomická data získaná z biofilmů, sedimentů, horkých pramenů, povrchu tkání apod.; v případě prokaryot se nejčastěji jedná o sekvenci 16S rRNA

## Vyhledávání
K vyhledávání sekvenčně podobných záznamů slouží program BLAST a jeho nejrůznější modifikace. Hledaná sekvence (query) je podle algoritmu porovnána se sekvencemi obsaženými v databázi.

## Historie
Databáze GenBank vznikla jako veřejná databáze v roce 1982 přeměnou databáze Los Alamos Sequence Database Waltera Goada a jeho spolupracovníků z Theoretical Biology and Biophysics Group na Los Alamos National Laboratory (LANL) z roku 1979. Na vzniku databáze se finančně podílely National Institute of Health (NIH), National Science Foundation, Department of Energy a Department of Defense v USA. Od poloviny 80. let správu nad GenBank převzala IntelliGenetics Bioinformatics Company na Stanfordově univerzitě společně s LANL. Mezi roky 1989 a 1992 byla databáze GenBank postupně převedena pod správu nově vytvořeného National Center for Biotechnology Information (NCBI).

## Růst
Počet párů bází se na GenBank od roku 1982 zdvojnásobí zhruba každých 18 měsíců, což klade velké nároky na softwarové a hardwarové vybavení. Každé 2 měsíce je uvolňována nová verze databáze pro stažení přes FTP programy, tzv. release. K aktualizaci záznamů online dochází průběžně. V dubnu 2013 pří uvolnění 195. verze GenBank databáze obsahovala celkově 151 178 979 155 bází 164 136 731 sekvencí.